# T.S.エリオットへのオマージュ
T.S.エリオットへのオマージュ (Hommage a T.S.Eliot)は、ロシアの作曲家、ソフィア・グバイドゥーリナが1987年に作曲したソプラノと八重奏のための作品である。
作品のテキストはT.S.エリオットの「4つの四重奏曲」から取られている。

## 編成
ソプラノ、クラリネット、ファゴット、ホルン、ヴァイオリン、ヴィオラ、チェロ、コントラバス

## 楽曲構成
全7楽章からなる。演奏時間は約40分。
- 第1楽章
- 第2楽章
- 第3楽章
- 第4楽章「時と鐘が日を埋葬し」
- 第5楽章
- 第6楽章「寒さが足から膝に上ってくる」
- 第7楽章「罪は避けられない、けれども」